# Argula von Stauff
Argula von Stauff (Castello di Ehrenfels, 1492 – Zeilitzheim, 1554) è stata una nobildonna tedesca.
Divenne la prima scrittrice protestante, promuovendo le lettere editoriali e le poesie e difendendo Martin Lutero.

## Biografia
Nacque nel castello di Ehrenfels, seconda figlia di Bernhardin von Stauff, Freiherr del regno e capitano di Landshut e di Katharina von Törring zu Seefeld, entrambi i genitori erano membri di antiche famiglie nobiliari bavaresi ormai impoverite, la famiglia di origine era profondamente religiosa.
Si ipotizza che Argula abbia imparato a leggere correntemente in giovanissima età. Quando aveva dieci anni, suo padre le regalò una Bibbia, probabilmente un'edizione in due volumi di Koberger in tedesco di quelle stampate nel 1483 nella tipografia di Norimberga.Divenne un'avida studentessa della Bibbia, memorizzando gran parte del suo contenuto.
Dopo la guerra di successione di Landshut che vide la vittoria di Alberto IV di Baviera, Argula, come d'uso per i figli dei nobili bavaresi, venne inviata a corte a Monaco dove venne educata insieme alle figlie maggiori di Alberto IV: Sidonie, Sibille e Sabine. In seguito divenne dama di compagnia alla regina Cunegonda, figlia del dell'imperatore Federico III e sorella dell'imperatore Massimiliano I d'Asburgo.
La vita adolescenziale di Argula fu segnata da una tragedia, entrambi i suoi genitori si ammalarono di peste e morirono nel 1509 nell'arco di pochi giorni. Lo zio, Hieronymus, divenne il suo tutore, una figura di spicco a corte, ma finì in disgrazia in uno scandalo politico che portò alla sua esecuzione nel 1516. La sua indignazione per la morte dello zio, probabilmente spinse la sua avversione persistente per la violenza e la coercizione per tutta la vita.

## Argula e la riforma
Nello stesso anno dell'esecuzione di suo zio, Argula sposò Friedrich von Grumbach. La famiglia von Grumbach non era così prestigiosa come i von Stauff, ma erano ancora conosciuti nella storia tedesca e Friedrich stesso era stato nominato amministratore ad honorem a Dietfurt.
La coppia ebbe quattro figli: George, Hans-Jörg, Gottfried e Apollonia. L'unico figlio che sopravvisse ai suoi genitori fu Gottfried. Sembra che Argula si occupò dell'educazione protestante dei suoi bambini. Si dedicò con cura alla raccolta e lettura di tutti gli scritti di Lutero e dei riformisti. Nel 1522 a tutta la nobiltà bavarese venne vietato di occuparsi degli scritti e degli insegnamenti di Lutero, Argula trascurò quest'ordine e continuò a dedicarsi alla lettura dei testi riformisti e alla corrispondenza con Lutero.

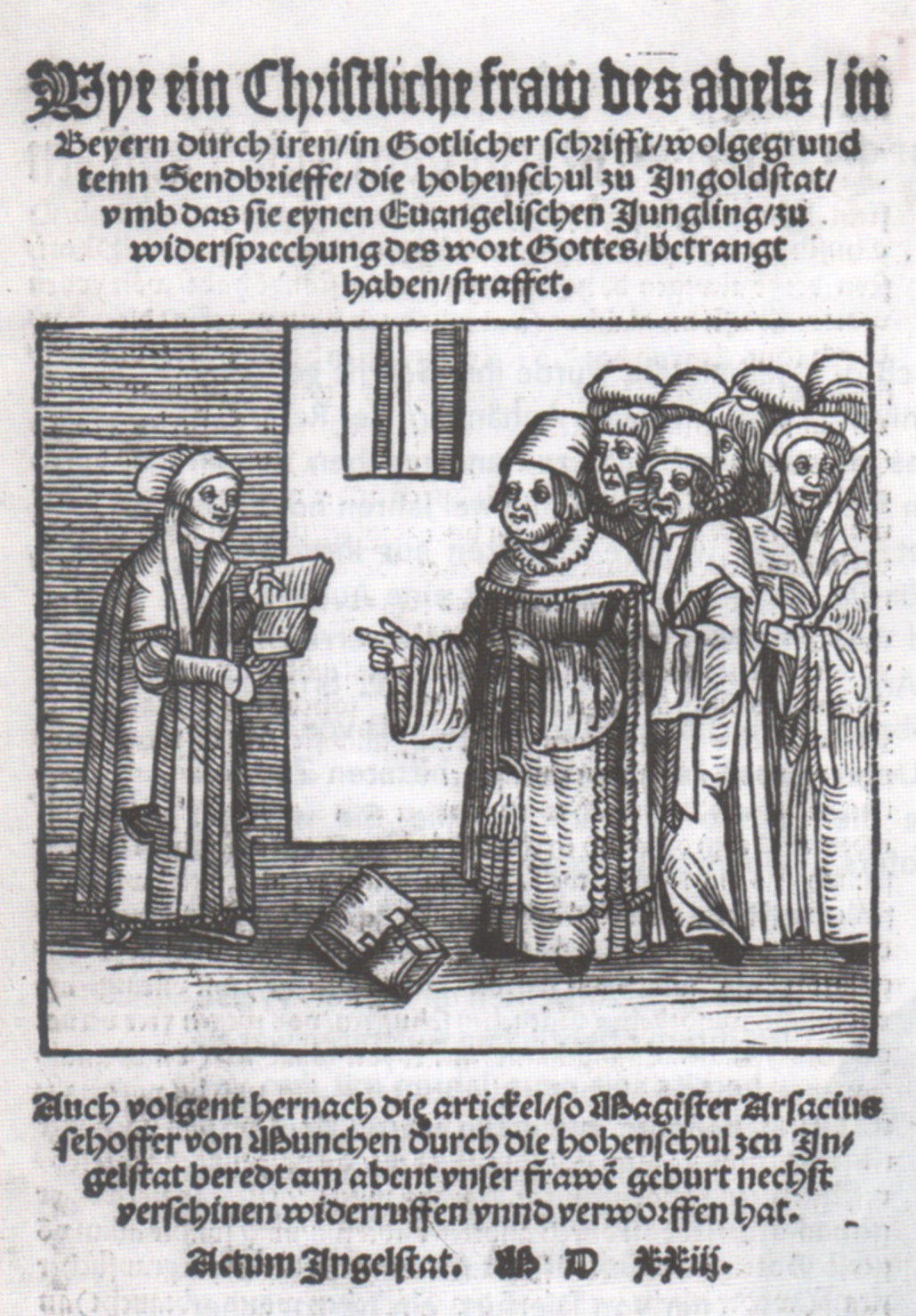
La copertina del pamphlet con la lettera di Argula all'università di Ingolstadt

Nel 1523 prese le difese di Arsacius Seehofer (1495/1505-1542 oppure 1545) un giovane discepolo di Filippo Melantone sottoposto dall'università di Ingolstadt ad un provvedimento disciplinare per le sue posizioni riformiste. Argula sfidò il rettore e l'intero senato accademico ad apparire in un pubblico confronto contro di lei su temi biblici e teologici. Contestualmente scrisse al duca di Baviera Guglielmo IV che conosceva dai tempi della sua giovinezza a Monaco. Scrisse anche al principe elettore di Sassonia Federico il Saggio. Tutte le sue missive rimasero senza risposta crearono però diverse difficoltà alla sua famiglia che cadde in disgrazia presso la corte tanto che gli stessi parenti parlarono di segregarla. Negli ultimi cinque anni di matrimonio i rapporti col marito, fervente cattolico, divennero difficili.
Le sue lettere, insieme ad altri scritti, vennero stampate e raggiunsero una notevole diffusione, questo fa di Argula una delle prime autrici donne del protestantesimo.
Dal 1527 vi furono i primi roghi nei confronti dei riformisti, Argula si trasferì a Norimberga, rimanendo in contatto coi riformisti di Wittenberg. Nel dicembre del 1529 mandò il figlio maggiore a vivere presso Melantone. L'anno successivo, dopo la morte del marito, si giunse ad un incontro faccia a faccia con Lutero a Coburgo.
Nel 1533 si risposò con il conte Burian Schlick von Passaun, già l'anno successivo perse di nuovo il marito. Negli anni successivi perse tre dei suoi figli.